# ANADIR
Anadir — Association nationale des victimes d’adoptions illégales — est une association espagnole, à but non lucratif, fondée par Juan Luis Moreno et Antonio Barroso ; son but est de permettre aux mères et aux enfants, illégalement séparés, dès leurs naissances, de reconstituer leurs filiations généalogiques et génétiques respectives, en dépit d’un incontournable imbroglio administratif, auquel les mandants et postulants sont enclins à se heurter, attendu que la plupart des registres d’état civil, actes de naissances et autres documents officiels auraient été sciemment falsifiés, voire effacés,. Ces « dépouillements intentionnels de progénitures » — qui se chiffreraient par dizaines de milliers ... voire davantage — auraient eu cours durant le régime franquiste, initialement pour des raisons idéologiques et politiques, avant de se muer, après la mort de Franco, en un commerce vénal et illégal, avec la complicité, activement impliquée, de diverses instances ecclésiastiques circonscrites et de sœurs séculières,.
Le sujet — exhumé par un film espagnol, diffusé par la télévision espagnole puis, plus intensivement essaimé, à partir des années 2010, — reste cependant tabou en Espagne.
Les victimes espèrent des suites judiciaires, via le dépôt de plusieurs plaintes,. ANADIR assiste et accompagne l'ensemble des protagonistes dans leurs démarches, tout en leur procurant un soutien psychologique, juridique et financier. L'association œuvre également activement en faveur d’une mobilisation des autorités judiciaires et politiques, tout en leur enjoignant de facto de se départir du carcan, voire de l’opprobre, dont cette affaire paraît encore systématiquement revêtue.
Le siège social de l’association se trouve à Madrid. D’autres branches coexistent à Cadix, Murcie, Barcelone, au pays basque, ainsi que dans les régions de Castille-et-León, de Castille-La Manche et de l’Estrémadure, incluant les îles Baléares et les îles Canaries.

## Historique

### Dépouillements d'enfants
Dans les années 1940 et 1950, voire jusqu’aux alentours des années 1980, plus de 30 000 enfants sont retirés de leurs mères,, pour des raisons idéologiques,, basées sur les thèses controversées d’un psychiatre, lui-même proche de Franco : le docteur Antonio Vallejo Nágera.
Les estimations relatives au nombre réel de ces enlèvements seraient nettement sous-évaluées et pourraient même atteindre 300 000 victimes,.
De familles républicaines, les enfants sont déclarés comme étant mort-nés, puis placés dans des familles franquistes,,. Cette pratique, quasi systématique, s’opère avec la complicité du personnel hospitalier, sous l’égide conjointe de diverses autorités religieuses,.

### Idéologie
En 2002, un film relate et explore les expérimentations du docteur Vallejo : « Les enfants perdus du franquisme,,». Ce reportage décrit une situation expérimentale, dans laquelle les enfants des républicains ne peuvent rester avec leur mère génitrice au-delà de trois ans. Ces enfants  sont ensuite pris en charge par une institution catholique, qui leur inculque une idéologie en tout point opposée  à celle de leurs parents. Très souvent, d’ailleurs, ces derniers perdent leur trace. Sans aucun fondement scientifique, le rapport déclare : 

« [...] Les relations intimes existant entre le marxisme et l’infériorité mentale sont évidentes et concluent, sur la base de ce postulat, que la mise à l’écart des sujets, dès l’enfance, pourrait affranchir la société de cette idéologie… »

— Dr Antonio Vallejo Nágera, médecin psychiatre

### Vénalité
Après la mort de Francisco Franco, le dessein — initialement idéologique et, notamment, basé sur les thèses susmentionnées — laisse subséquemment la place à une finalité essentiellement lucrative,,.

## Filmographie
- (ca) [vidéo] Els nens perduts del franquisme – Les enfants perdus du franquisme. Réalisation : Ricard Belis i Garcia. Musique : Victor Cortina. Production : Muntsa Tarres, 2004. Durée : 30 min.
- (fr) [vidéo] Reportage sur les enfants volés du franquisme : l’un des derniers grands tabous d’Espagne, 19h30 le journal, tsr.ch, 10 janvier 2010.
- (fr) [vidéo] Histoire vivante — Les enfants volés du franquisme, tsr.ch (via le cache de google) : un film de Montse Armengou & Ricard Belis i Garcia, diffusé dans la soirée du dimanche 7 août 2011, par la Télévision suisse romande, via le canal TSR 2, dans le cadre de la série des émissions culturelles intitulées : « Histoire vivante ». Durée : 57:18. N. B. Le délai de diffusion, en streaming vidéo, est échu depuis le 14 août 2011.
- L'un des épisodes de la série télévisée intitulée Joséphine, ange gardien, bien que fictif, se calque sur une trame apparentée : saison 17, épisode no 80 : Le Secret de Gabrielle